# Tracy Austin
Tracy Ann Austin Holt (født 12. december 1962 i Palos Verdes, Californien, USA) er en kvindelig tennisspiller fra USA. Hun var en af verdens bedste kvindelige tennisspillere i slutningen af 1970'erne og bgyndelsen af 1980'erne og vandt i løbet af sin karriere tre grand slam-titler: to i damesingle og en i mixed double.
Hun vandt 30 WTA-turneringer i single i sin karriere, herunder WTA Tour Championships 1980.
Austin var nr. 1 på WTA's verdensrangliste i damesingle i 22 uger i 1980 fordelt på to perioder: 7. - 20. april og 7. juli - 17. november 1980.
Tracy Austin var med på det amerikanske Federation Cup-hold, der vandt Federation Cup i 1978, 1979 og 1980, og hun var endvidere med på det vindende Wightman Cup-hold i 1979 og 1980.
Hun blev i 1992 valgt ind i International Tennis Hall of Fame.